# Swingline
Pour les articles homonymes, voir Swing.
Swingline est une ancienne compagnie de papeterie, en particulier d'agrafeuses et de poinçonneuses de document, aujourd'hui une marque d'ACCO Brands. Anciennement situées à Long Island City, ses usines sont depuis 1999 à Nogales, au Mexique. Son siège social est situé à Lincolnshire, dans l'Illinois.

## Histoire

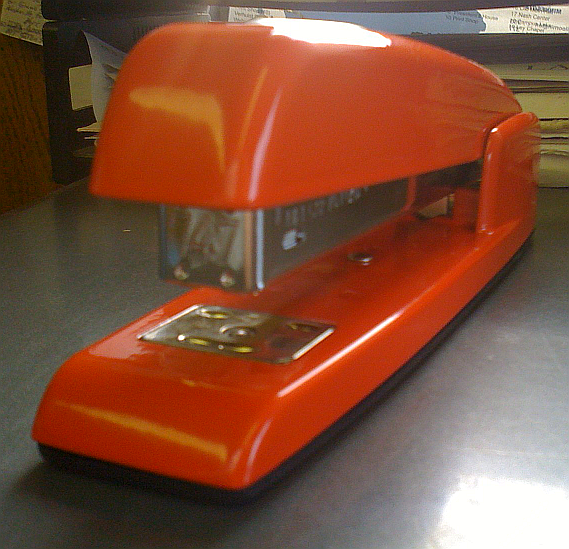
Un Swingline 747 orange.

Swingline est fondé en 1925 par Jack Linsky à New York, sous le nom de Parrot Speed Fastener Company. Sa première usine ouvre sur Varick Street, à Manhattan, et une seconde ouvre à Long Island City en 1931. Huit ans plus tard, en 1939, l'entreprise change de nom pour Speed Products et dévoile son agrafeuse à ouverture sur le dessus, une première mondiale qui a alors permis un remplissage plus rapide d'une rangée d'agrafes. Le modèle, appelé le « Swingline » en 1935, est rapidement devenu la norme d'industrie en matière d'agrafeuses. Swingline devient le nom officiel de la compagnie en 1956, qui en 1968 lance la Swingline 747, qui devient leur modèle le plus populaire. En 1970, Swingline est vendu à ACCO Brands pour 210 millions $ (USD). Au moment de sa vente, Jack Linsky était le directeur général, tandis que sa femme Belle (en), qui est plus tard devenue une philanthrope et collectionneuse d'art renommée, était trésorière et tous deux possédait 19 % de l'entreprise. En 1987, ACCO est acheté par Fortune Brands, incluant Swingline.
Pendant plusieurs décennies, l'affiche Swingline qui trônait sur un édifice de Long Island City, mesurant 18 par 15 mètres, était devenue un emblème local pour les voyageurs passant de Long Island à Manhattan par le rail ou l'autoroute.
L'usine de Long Island ferme ses portes en 1999, dû à une décision d'ACCO, et une autre usine ouvre à Nogales, dans l'État de Sonora au Mexique. La fermeture engendre la perte de 450 emplois. À l'époque, c'était la plus grande perte individuelle d'emploi dû à l'Accord de libre-échange nord-américain (ALENA) aux États-Unis. Lors de l'annonce de la fermeture de la manufacture en 1997, ACCO a été critiqué par le maire de New York Rudy Giuliani, disant que la ville n'avait pas besoin d'une compagnie qui ne voulait pas payer un salaire raisonnable à ses employés.
La comédie de 1999 35 heures, c'est déjà trop (en anglais : Office Space) a utilisé une agrafeuse Swingline 646 d'une couleur rouge personnalisée, que beaucoup de fans ont demandé à être commercialisé, ce que l'entreprise a fait, en lançant un Swingline 747 de la même couleur.

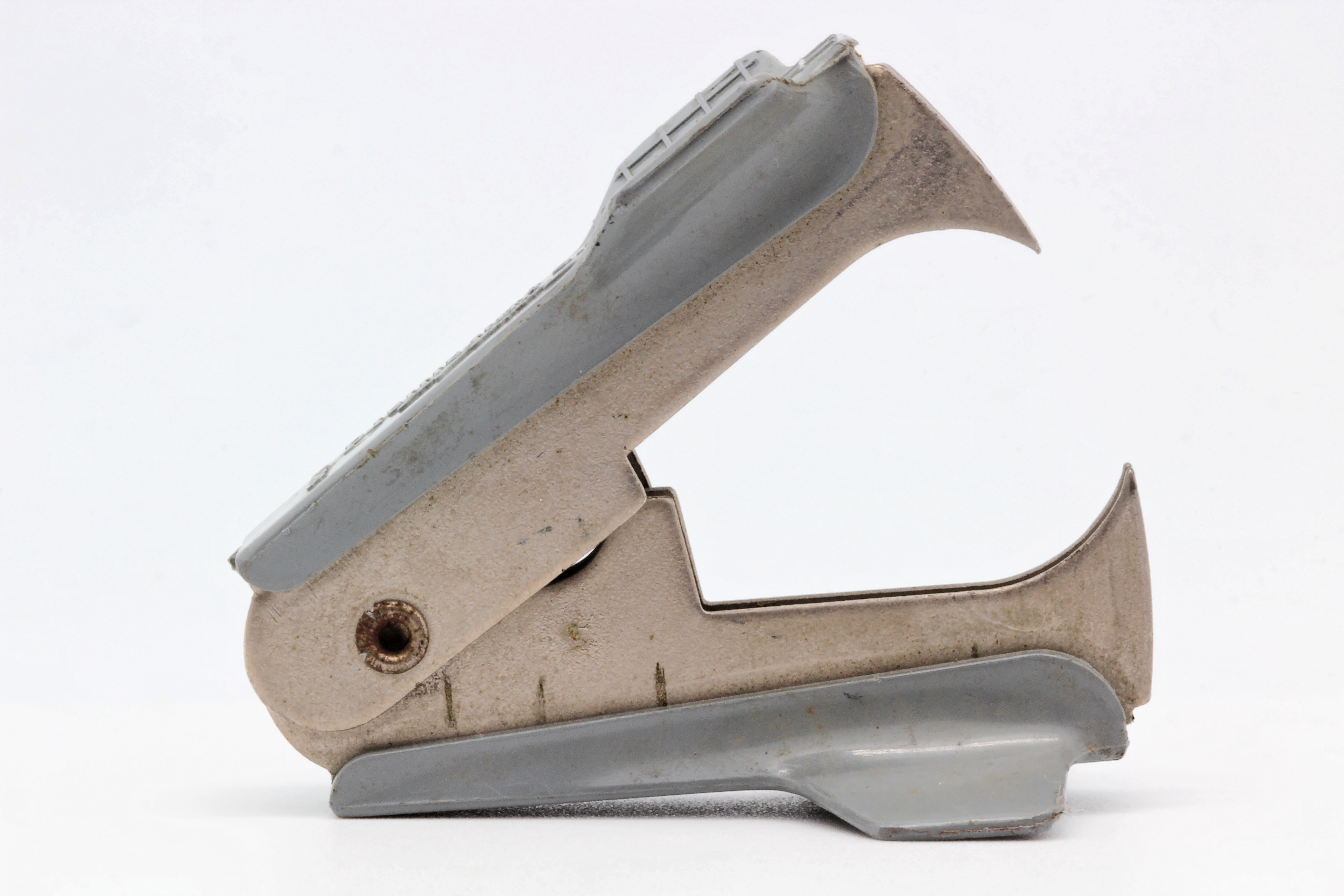
Dégrafeuse Swingline.
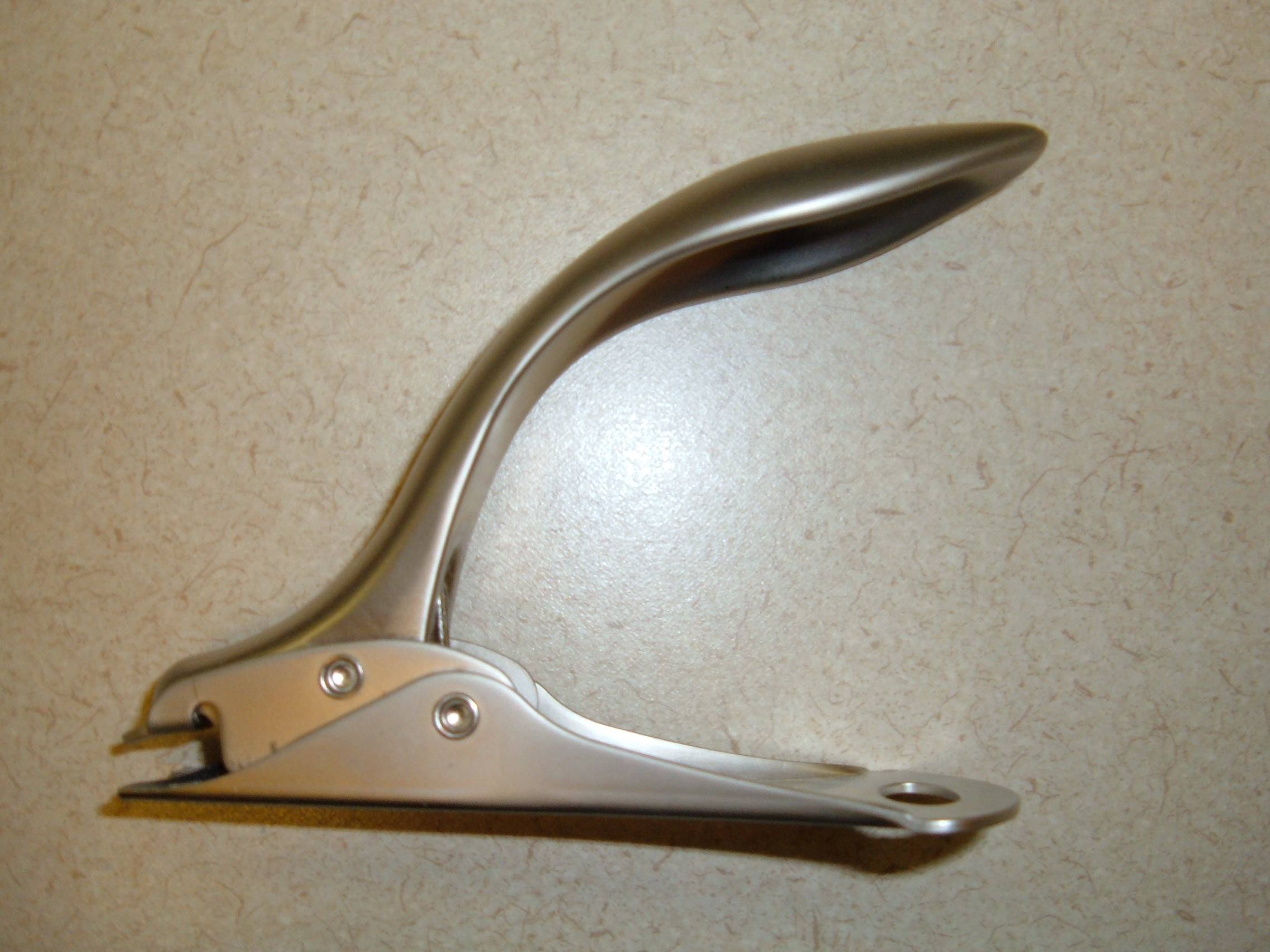
Ancienne dégrafeuse Swingline modèle 37201.
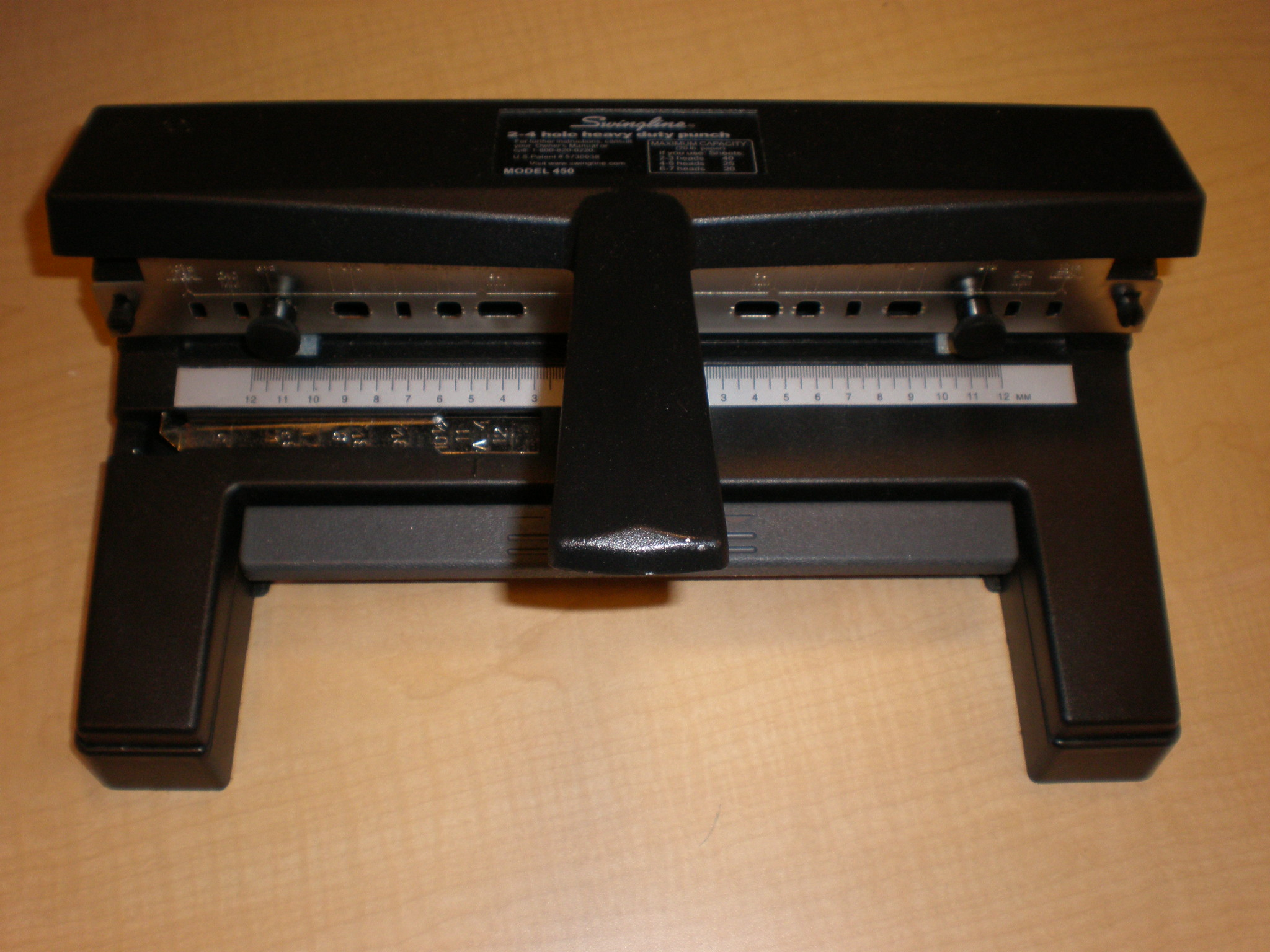
Poinçonneuse Swingline modèle 450 2-4.
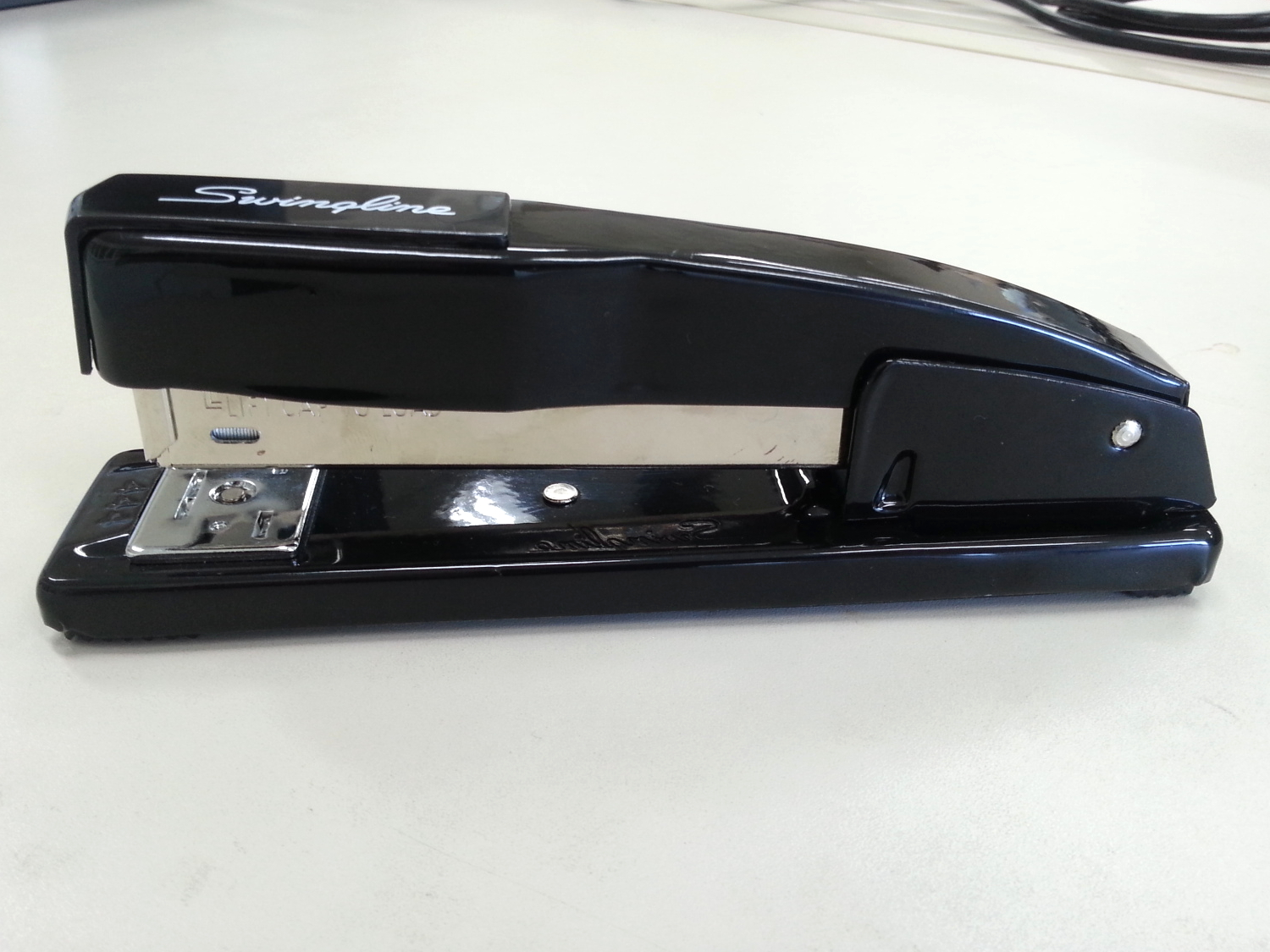
Swingline noir.
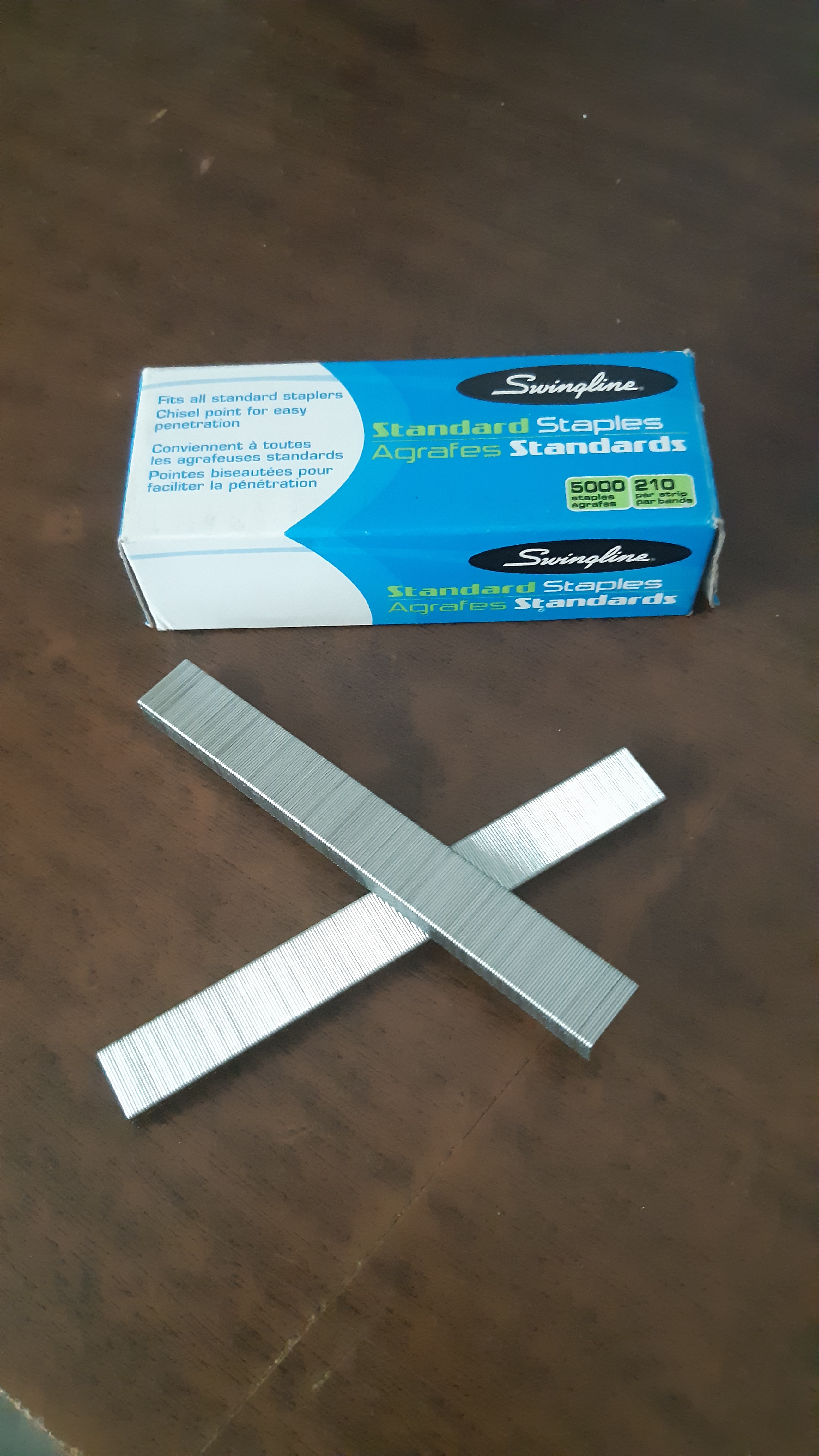
Agrafes Swingline.

## Administration
Jack Linsky, le fondateur et le président de Swingline jusqu'à son achat, était né dans une famille juive du nord de la Russie. Son père Zus était marchand de tissu. La famille a émigré à New York en 1904 dans le Lower East Side. Jack est devenu employé dans une papeterie à 14 ans, puis est devenu vendeur à 17 ans. Il a plus tard commencé sa propre entreprise de vente au gros, Jaclin Stationery, en important des agrafeuses d'Allemagne. Un voyage en Europe dans les années 1920 a vite convaincu Jack de créer un modèle d'agrafeuse « à conduit ouvert » et qui pouvait être ouvert sans l'aide de tournevis. Sa femme Belle, née à Kiev, est devenue une grande collectionneuse d'art avec son mari et a aussi été une grande philanthrope.